# Aces High
Aces High är en låt och singel av det brittiska heavy metalbandet Iron Maiden, släppt den 22 oktober, 1984. Det är den andra singeln från albumet Powerslave. 
Låten handlar om en pilot i brittiska RAF som är med i slaget om Storbritannien (The Battle of Britain) under andra världskriget då det tyska flygvapnet Luftwaffe försökte invadera England. Detta var det första slaget som helt utspelade sig i luften mellan den 10 juli till den 31 oktober 1940. Låten öppnas av ett tal som den dåvarande premiärministern, Winston Churchill, i England höll den 4 januari, 1940. Den inleder låten så här:
"We shall go on to the end. We shall fight in France, we shall fight on the seas and oceans, we shall fight with growing confidence and growing strength in the air. We shall defend our island whatever the cost may be. We shall fight on the beaches, we shall fight on the landing grounds, we shall fight in the fields and in the streets, we shall fight on the hills. We shall never surrender!"
På singeln fanns två B-sidor där den ena var en cover på låten "King of Twilight" av ett band som hette Nektar taget från deras album " A Tab In The Ocean" från 1972. Låten är faktiskt en sammansatt låt av både "King of Twilight" och en annan som fanns med på albumet vid namn "Crying In The Dark". 
Den andra låten var en liveversion av "The Number of the Beast", dock är det okänt var den är inspelad.

## Låtlista
1. "Aces High" (Harris)
2. "King of Twilight" (Nektar)
3. "The Number of the Beast" (live) (Harris)

## Medlemmar
- Steve Harris - bas
- Nicko McBrain - trummor
- Bruce Dickinson - sång
- Adrian Smith - gitarr
- Dave Murray - gitarr